# RBS-70
El RBS 70 (Robotsystem 70) es un MANPADS sueco diseñado para el combate en todo tipo de climas y con poco o ningún apoyo de otras fuerzas. Esto hace que el RBS-70 se use en combinación con otro tipo de sistemas de misiles.

## Historia
El RBS 70 fue desarrollado para suministrar a la defensa antiaérea sueca un arma SAM de bajo coste, fácil de usar y eficaz. Antes del RBS 70 el pilar de defensa antiaérea sueca era el sistema estadounidense HAWK (RBS 77 y RBS 97 versiones suecas de HAWK), el estadounidense FIM-43 Redeye (RBS 69) y el antiaéreo sueco Bofors. El principal motivo para basar la defensa antiaérea alrededor de un sistema económico de corto alcance, es que en su día la doctrina del ejército sueco se basaba en que se debía luchar una guerra donde la movilidad y el bajo mantenimiento eran muy importantes.

## Diseño
El RBS 70 es un sistema portátil MANPADS guiado por láser de corto alcance. El operador recibe instrucciones sobre la posición del objetivo del STL (terminal de control de combate) que es del tamaño de un ordenador portátil. El SLT a su vez recibe la información por una emisión de radio codificada hecha por cualquier estación de radar (PS 90, PS 70) o alguna otra fuente. Cuando el objetivo ha sido adquirido por el operador, quita el seguro, que enciende el láser principal y envía una señal de identificación amigo/enemigo (IFF) y de ser positiva, hace el disparo imposible. Cuando el operador tiene una buena señal (si la verificación IFF no da resultado), dispara y el misil sigue el láser, ajustando su posición constantemente para quedarse dentro del rayo. Si el misil es dirigido en un radio de 30 m dentro del objetivo, tiene una eficacia del 95 %.
Los gases de combustión son expulsados en la sección media del misil y el receptor de la señal láser está situado en la cola, con lo que el misil es muy difícil de interferir.
El RBS 70 ha sido constantemente actualizado y mejorado, las primeras versiones (Mk 0) tenían poco alcance y una capacidad destructora limitada pero estas carencias fueron mejoradas en versiones posteriores.  Mk 1  y  Mk 2  con un alcance de 5000-6000 m y un techo de 3000 m. En 2003 el sistema Bolide fue introducido El misil BOLIDE es una versión mejorada del RBS 70 Mk 2 con una velocidad de Mach 2 contra el Mach 1.6 de los Mk 0 y 1, un alcance de hasta 8 kilómetros y un techo de 5000 m. El BOLIDE tiene también una nueva ojiva de carga hueca con una cubierta pre-fragmentado, lo que ofrece más eficacia contra una gama más amplia de objetivos, y la nueva electrónica reprogramable le da la posibilidad de interceptar misiles de crucero y UAVS. Las entregas fueron iniciadas en 2005.
En 2010 SAAB Dynamics desarrolló una nueva versión; el RBS-70 NG de más alcance y resistente a la guerra electrónica.

## Historial de combate
En 1990, la Real Armada Australiana embarcó dos sistemas RBS 70 y operadores del ejército australiano a bordo del buque de reabastecimiento de flota HMAS Success cuando se desplegó en el Golfo Pérsico en el período previo a la primera Guerra del Golfo en Kuwait. 
En 1992, se atribuye a un RBS 70 del Ejército de Venezuela haber derribado a un rebelde OV-10 Bronco durante el Intento de golpe de Estado en Venezuela de 1992 el 27 de noviembre.
Irán usó el sistema RBS 70 durante la Guerra Irán-Irak contra aeronaves iraquíes.
El gobierno australiano anunció la Defensa Aérea Terrestre de Corto Alcance en 2017. El plan es encontrar un reemplazo para el RBS-70. A partir de 2019, el NASAMS era la opción elegida. El Departamento de Defensa ha firmado un contrato con Raytheon Australia. El reemplazo planificado del RBS-70 es el año fiscal 2022–23.
Suecia suministró RBS 70 a Ucrania a principios de 2023 durante la invasión rusa. Suecia también proporcionó a Ucrania el radar de corto alcance Giraffe 75 para usar con el RBS 70. Las Fuerzas Armadas de Ucrania afirman haber usado el RBS 70 para derribar misiles de crucero rusos y municiones merodeadoras.

## Operadores
El RBS-70 es un producto de Saab/Bofors Dynamics y es utilizado en más de 15 países, en todos los continentes y climas.
- Suecia, utilizados en sus Fuerzas Armadas.
- Alemania, adoptó el RBS-70 para su sistema integrado de defensa aérea.
- Argentina, versiónes MK1 (en servicio desde 1986) Y NG (en servicio desde 2022) utilizados por la Armada, el Ejército y la Fuerza Aérea. Es usado en su sistema integrado de defensa aérea conjunto.[11][12]
- Australia, utilizados en sus Fuerzas Armadas.
- Baréin, en servicio con sus Fuerzas Armadas.
- Bangladés, lo usan sus Fuerzas Armadas.
- Brasil, RBS-70 y RBS NG.[13]
- Finlandia[14]
- Indonesia
- Irán
- Irlanda
- Letonia, compró el sistema para sus Fuerzas Armadas.[15]
- Lituania[16]
- México[17]
- Noruega
- Pakistán
- República Checa[18]
- Singapur, adoptó el RBS-70 para su sistema integrado de defensa aérea.
- Tailandia
- Túnez, adoptó el RBS-70 para su sistema integrado de defensa aérea.
- Emiratos Árabes Unidos, adoptó el RBS-70 para su sistema integrado de defensa aérea.
- Ucrania, opera el RBS-70.[19]
- Venezuela, compró varios sistemas.

### Desarrollos relacionados
- RBS-15
- RBS-23

### Armas similares
- 9K338 Igla-S
- Starstreak
- KP-SAM Shingung
- 9K38 Igla
- FIM-92 Stinger
- 9K34 Strela-3
- MBDA Mistral
- Grom